# Ismeal Kabia
Ismeal Kabia (Hengelo, Países Bajos, 10 de diciembre de 2005) es un futbolista neerlandés que juega de delantero en el Arsenal F. C. de la Premier League.

## Trayectoria
Nació el 10 de diciembre de 2005 en Países Bajos. Es elegible para representar a Sierra Leona internacionalmente a través de sus padres. A los nueve años se trasladó con su familia a Inglaterra. Jugador diestro, actúa principalmente como extremo izquierdo o derecho.
Como jugador juvenil, pasó por el Chatham Riverside y el Sittingbourne Lions antes de incorporarse a la cantera del Arsenal F. C.. El 15 de septiembre de 2024 entró por primera vez en la lista de convocados del primer equipo en una victoria por 1-0 contra el Tottenham Hotspur F. C.. El 26 de septiembre debutó con el Arsenal ingresando de cambio por Raheem Sterling en la victoria por 5-1 contra el Bolton Wanderers F. C. en la Copa de la Liga.

## Estadísticas

### Clubes
Actualizado al último partido disputado el 25 de septiembre de 2024.
| Club                     | Div.          | Temporada     | Liga  | Liga  | Liga   | Copas nacionales | Copas nacionales | Copas nacionales | Copas internacionales | Copas internacionales | Copas internacionales | Total | Total | Total  |
| Club                     | Div.          | Temporada     | Part. | Goles | Asist. | Part.            | Goles            | Asist.           | Part.                 | Goles                 | Asist.                | Part. | Goles | Asist. |
| ------------------------ | ------------- | ------------- | ----- | ----- | ------ | ---------------- | ---------------- | ---------------- | --------------------- | --------------------- | --------------------- | ----- | ----- | ------ |
| Arsenal F. C. Inglaterra | 1.ª           | 2024-25       | 0     | 0     | 0      | 1                | 0                | 0                | 0                     | 0                     | 0                     | 1     | 0     | 0      |
| Arsenal F. C. Inglaterra | Total club    | Total club    | 0     | 0     | 0      | 1                | 0                | 0                | 0                     | 0                     | 0                     | 1     | 0     | 0      |
| Total carrera            | Total carrera | Total carrera | 0     | 0     | 0      | 1                | 0                | 0                | 0                     | 0                     | 0                     | 1     | 0     | 0      |